# 창원 종합 수영장
창원 종합 수영장은 대한민국 경상남도 창원시 의창구에 있는 실내 수영장이다. 1995년 8월 8일에 착공되어 1997년 11월 4일에 준공되었다.  제14회 부산 아시안 게임 수구 및 근대5종 경기장으로 쓰였다.